# Central United Football Club
Maillots
Dernière mise à jour : 3 septembre 2011.
Le Central United FC est un club néo-zélandais de football basé à Auckland.

## Palmarès
- Championnat de Nouvelle-Zélande
  - Champion : 1999, 2001

- Coupe de Nouvelle-Zélande
  - Vainqueur : 1997, 1998, 2005, 2007, 2012
  - Finaliste : 2000, 2001, 2014

## Anciens joueurs
- Danny Hay
- Noah Hickey
- Ross Nicholson
- Wynton Rufer
- Paul Urlovic
- Ivan Vicelich
- Chris Zoricich